# Marcela Krejsová
Marcela Krejsová, rozená Hollerová (* 12. června 1958), je česká politička a právnička, v letech 2012 až 2024 zastupitelka Plzeňského kraje (navíc v letech 2016 až 2022 postupně 1. náměstkyně hejtmana a radní kraje), od června do listopadu 2020 pověřená hejtmanka Plzeňského kraje, v letech 2002 až 2010 náměstkyně primátora města Plzeň, členka ODS.

## Život
V letech 1973 až 1977 absolvovala Gymnázium Plzeň, Mikulášské nám. 23. Vysokoškolské vzdělání pak získala v letech 1997 až 2002 na Fakultě právnické Západočeské univerzity v Plzni (získala titul Mgr.), na počátku roku 2004 pak složila z oboru pracovního práva rigorózní zkoušku na téže fakultě a získala titul JUDr.
Pracovní kariéru začínala v letech 1977 až 1979 jako sanitárka Oddělení klinické biochemie Fakultní nemocnice Plzeň. V letech 1979 až 1986 byla zaměstnankyní národního podniku RaJ Plzeň-město, kde pracovala nejprve jako prodavačka a obsluha (do roku 1982) a později jako vedoucí provozu několika provozoven. Mezi roky 1986 a 1992 byla na mateřské dovolené a následně se starala o děti až do jejich předškolního věku, během tohoto období také absolvovala rekvalifikaci – obor daňové poradenství, ekonomika, účetnictví a práce s PC.
V letech 1992 až 1998 působila v advokátní kanceláři AK JUDr. Tomáš Král & spol., mezi roky 1998 a 2002 pak působila jako OSVČ v oblasti ekonomického a právního poradenství. Následně již zastávala uvolněné politické funkce.
Marcela Krejsová žije ve městě Plzeň, konkrétně v části Plzeň 3. Je rozvedená, má dvě dcery – Kláru a Kristýnu. Mezi její zájmy patří divadlo, hudba, tanec, folklór, filmy, výtvarné umění, literatura, historie a rekreační sporty – cyklistika, lyžování, plavání a turistika.

## Politické působení
V komunálních volbách v roce 2002 byla za ODS zvolena zastupitelkou města Plzeň. Ve volebním období 2002 až 2006 navíc zastávala funkci náměstkyně primátora města pro resorty kultura, školství a tělovýchova, památková péče, životní prostředí, sociální věci a zdravotnictví. Ve volbách v roce 2006 mandát zastupitelky města obhájila. Ve volebním období 2006 až 2010 pak vykonávala i funkci 1. náměstkyně primátora města pro resorty kultura, cestovní ruch a marketing města a oblast sociálních věcí. Ve volbách v roce 2010 již nekandidovala. Znovu kandidovala až ve volbách v roce 2018, ale neuspěla (a to ani v městském obvodu Plzeň 3).
V krajských volbách v roce 2012 byla za ODS zvolena zastupitelkou Plzeňského kraje. Ve volebním období 2012 až 2016 působila jako předsedkyně Kontrolního výboru. Ve volbách v roce 2016 mandát krajské zastupitelky obhájila. V listopadu 2016 se navíc stala uvolněnou náměstkyní hejtmana pro oblast ekonomiky, investic a majetku. V červnu 2020 byl odvolán hejtman Josef Bernard a Krejsová byla pověřena výkonem pravomocí hejtmana do voleb v říjnu 2020.
Právě ve volbách v roce 2020 obhájila jako členka ODS post zastupitelky Plzeňského kraje, a to na kandidátce uskupení „Občanská demokratická strana s podporou TOP 09 a nezávislých starostů“. Dne 12. listopadu 2020 se navíc stala radní Plzeňského kraje pro oblast cestovního ruchu, partnerských regionů, vnějších vztahů a podpory podnikání. V únoru 2022 byla z pozice radní odvolána. Mandát krajské zastupitelky jí zanikl po krajských volbách v roce 2024, protože v nich nekandidovala.